# 昂比伊
昂比伊（法語：Ambilly，法語發音：[ɑ̃biji]）是法国上萨瓦省的一个市镇，属于圣于连昂热讷瓦区。

## 地理
昂比伊（46°11'42"N, 6°13'27"E）面积1.25 平方千米，位于法国奥弗涅-罗讷-阿尔卑斯大区上萨瓦省，该省份为法国东部省份，历史上为薩伏依的一部分，北与瑞士接壤，西接安省，南至萨瓦省，东与瑞士和意大利接壤。
与昂比伊接壤的市镇（或旧市镇、城区）包括：阿讷马斯、加亚尔、拉格朗城、托内、皮普兰日。

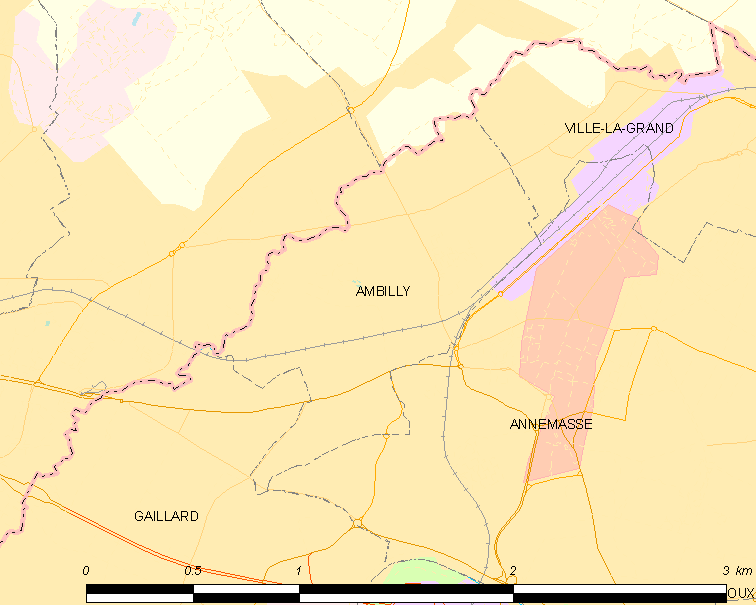
昂比伊的OSM定位图

昂比伊的时区为UTC+01:00、UTC+02:00（夏令时）。

## 行政
昂比伊的邮政编码为74100，INSEE市镇编码为74008。

## 政治
昂比伊所属的省级选区为阿讷马斯县。

## 人口

1962-2008年间昂比伊人口变化图示

昂比伊于2022年1月1日时的人口数量为6269人。